# (5817) Robertfrazer
(5817) Robertfrazer (1989 RZ) – planetoida z grupy przecinających orbitę Marsa okrążająca Słońce w ciągu 3,75 lat w średniej odległości 2,41 j.a. Odkryta 5 września 1989 roku.